# Kara-Darja
Kara-Darja (ry. Kapaдарья) är en flod i Kirgizistan och Uzbekistan. Den flyter ihop med Naryn nära den uzbekisk-kirgiziska gränsen i Ferganadalen (40°54′N 71°45′Ö / 40.9°N 71.75°Ö) och bildar Syr-Darja. Kara-Darja är Kirgizistans lägsta punkt, 132 meter över havet. Namnet betyder "Svarta floden" på kirgiziska.